# 廣州市第七十五中學
广州市第七十五中学（Guangzhou No.75 Middle School）是位于广东省广州市天河区的一所完全中学，属广州市天河区教育局管辖，是广东省一级中学、广州市示范性普通高级中学、广东省普通高中教学水平优秀学校、全国科研兴教示范基地。
1956年9月，学校前身“沙河中学”成立；1968年，学校成为一所完全中学；1969年，学校定名为“广州市第75中学”；2017年12月，学校获批成为广州市示范性普通高中。
据广州市第七十五中学2023年12月发布的信息显示，学校有三个校区，总占地面积约6万平方米、总建筑面积约4万平方米；设79个教学班，有3517名学生、304名教师。

## 办学历史
1956年9月，学校前身“沙河中学”成立，位于沙河镇大洲地刘家祠。
1961年9月，学校迁至天平架石鼓岭南侧的旱地上，建成了第一幢教学大楼。
1968年，学校开始招收高中班，成为一所完全中学。
1969年，由广州市教育局定名为“广州市第75中学”。
1996年，学校评为广州市一级学校。
2002年，学校晋升为广东省一级中学。
2007年，天河区政府以7700万成功竞购了与高中部仅一墙之隔的广东外语艺术职业学院西校区，并计划再投资2000万进行改造，与高中部融为一体。
2009年，学校以优秀等级通过广东省普通高中教学水平评估。
2011年，学校被确定为广东省重点扶持的提升普通高中办学水平的500所学校之一，并被指定为内地新疆高中班承办单位，拟接受广东省国家级示范性普通高级中学评估。
2014年，学校“责行天下——火凤凰计划”特色课程获广州市重点立项并获得“凤凰班”独立招生资格。
2017年12月，学校获批成为广州市示范性普通高中。
2021年12月7日，学校正式挂牌成立天河区首家中学生媒体中心--“七五媒体中心”。

## 办学条件

### 办学规模
据广州市第七十五中学2023年12月发布的信息显示，学校学校有三个校区，总占地面积约6万平方米、总建筑面积约4万平方米，设79个教学班，有3517名学生。

### 硬件设施
据广州市第七十五中学2017年10月发布的信息显示，学校已实现校园网与广州市教育科研网实现1000M以上宽带连接，100%课室和功能室都配置多媒体平台并有不低于100M的宽带通，并实现校园无线全覆盖。同时学校建有高标准现代化的教育、教学、实验、生活等设施：标准的理、化、生实验室、数字语音室、电子阅览室、音乐美术室、舞蹈室，还有装备精良、功能齐全的多媒体电教室，按省一类标准配备的教学常规仪器，各校区标准的运动场均铺设了塑胶跑道。

### 师资力量
据广州市第七十五中学2023年12月发布的信息显示，学校有304名教师。其中正高级教师2名、特级教师1名、南粤优秀教师4名，省市区教育名师、骨干教师96名。

## 办学成果

### 学生成绩

#### 文化科目成绩
2010届，学校刘健威同学勇夺天河区文科总分状元，池舒欣同学勇夺天河区文科数学单科状元，其中有4名同学跻身广州市高考文科总分前100名，6名学生居区文科总分前10名，高中毕业班工作综合评价在全市排名第25位。
2011届，学校重本率居广州市第24位，本A率居第26位,本B率居第24位。高中毕业班工作综合评价在全市排名第19位，天河区首位。
2012届，学校庄裕山同学勇夺天河区理科总分第二名、广州市第49名；肖李艺佳勇夺天河区语文状元；蔡嘉莹勇夺天河区文科综合状元；方荣基被招录为空军飞行员；高中毕业班工作综合评价在全市排名第30位。
2013届，学校张浩玲同学勇夺天河区文综状元;曾德豪同学勇夺天河区理科语文状元;高中毕业班工作综合评价在全市排名第25位。2014届，学校刘敏敏同学勇夺天河区文科总分状元；徐瑞霞同学勇夺天河区语文状元；“0”班重本率达76.4%，广州市高中毕业班工作综合评价第29位，天河区首位。

#### 社会实践成绩
2022年9月，学校“‘扬旗的臂膀，有我的力量’国旗班宣传视频”入选为第二批“灯塔工程”广东中学生思想政治引领精品项目。
2024年，由学校媒体中心顾问、2023届高三毕业生卢镝安、叶海天与学校媒体中心摄影社成员、2021级学生林子恒主创制作，胡阳春老师指导的微视频《夏·雨》，入围第五届广州（国际）城市影像大赛并获得“一分钟创意短片赛道”铜奖。

### 教师成绩
2021年，在第二届广州市高中语文青年教师教学技能大赛暨广州市第六届中学十佳青年语文教师评选活动中，学校高中语文科组杨雪老师获“中学十佳青年语文教师”称号；胡阳春老师和程莉老师获教学技能大赛一等奖。

### 学校荣誉
据广州市第七十五中学2021年4月发布的信息显示，学校先后获评全国科研兴教示范基地、全国民族团结进步示范区示范单位，广东省民族团结进步创建示范单位、广东省关心下一代先进集体、广东省依法治校示范校、广州市教育工作先进单位、广州市特色学校等荣誉。
1. 1 2 3 4 5 6 7 8  . 广州市第七十五中学微信公众平台.   [2024-11-01].
2. 1 2 3 4 5 6 7  . 凤凰网资讯. 2015-05-26.
3. 1 2 3 4  . 凤凰网资讯. 2018-04-20.
4. 1 2 3 4  . 广州市第七十五中学微信公众平台. 2023-12-07.
5. ↑  . 广州市第七十五中学微信公众平台. 2017-10-19.
6. ↑  . 广东中小学团队工作网. 2022-09-27.
7. ↑  . 广州市第七十五中学微信公众平台. 2024-05-01.
8. ↑  . 广州市第七十五中学微信公众平台.
9. ↑  . 广州市第七十五中学微信公众平台. 2021-04-20.
参考